# Касия
Вижте пояснителната страница за други значения на Касия.
Касията (Cinnamomum aromaticum син. C. cassia) е вечнозелено дърво, растящо в южен Китай и континентална Югоизточна Азия на запад до Мианмар. Както и близката си роднина, канелата (Cinnamomum zeylanicum, позната също като истинска или цейлонска канела), касията се използва предимно заради ароматната си кора, която се използва като подправка.
Касията расте на височина до 10 – 15 м, със сивкава кора и твърди продълговати листа, които имат определено червеникав цвят, докато са млади, и са дълги 10 – 15 см.